# Brendan
Brendan, Brandon – imię męskie pochodzenia celtyckiego wywodzące się z walijskiego breenhin, 'książę'. 

Patronem tego imienia jest św. Brendan Żeglarz, VI-wieczny mnich i eremita irlandzki, który według legendy w poszukiwaniu odosobnienia wyruszył łodzią na ocean Atlantycki.
Brendan imieniny obchodzi 16 maja.
Żeńskim odpowiednikiem jest Brenda.
Zobacz też:
- święty Brendan